# Le Vieil Hoggen
 (mars 2023).
Si vous disposez d'ouvrages ou d'articles de référence ou si vous connaissez des sites web de qualité traitant du thème abordé ici, merci de compléter l'article en donnant les références utiles à sa vérifiabilité et en les liant à la section « Notes et références ».
Le Vieil Hoggen (anglais : Old Hoggen ou Old Hoggen: A Mystery) est une nouvelle de l'écrivain irlandais Bram Stoker publiée en 1893.

## Résumé
Un événement mystérieux a rompu la quiétude du petit village côtier de Charmouth : la disparition soudaine et inexpliquée du vieil Hoggen, un personnage local aussi fameux par sa fortune que par ses débauches. Rapidement les soupçons de la population se tournent vers les étrangers ayant choisi Charmouth comme lieu de villégiature, tels Augustus, son épouse, sa belle-mère et la cousine Jemina. Un jour, pour satisfaire à un caprice de sa belle-mère, Augustus se lance aux premières heures de l’aube dans une pêche au crabe qui le conduira, au prix de périls terribles, à découvrir ce qu’il est advenu du vieil Hoggen.

## Thématiques abordées et sources
Le Vieil Hoggen est un récit mêlant humour et macabre où l'on trouve plusieurs thèmes qui seront ensuite réutilisés par l'auteur, tels celui de l'homme transportant un cadavre en pleine la tempête dans The Mystery of the Sea (1902), ou celui du héros pris dans les sables mouvants, scène dramatique que Stoker emploiera à de nombreuses reprises (À la rescousse, Le Défilé du serpent, Trésors cachés et Les Sables de Crooken).
La nouvelle développe l'idée qu'un plat de crabe trop plantureux peut provoquer des cauchemars (finalement, le narrateur ne saura jamais s'il a vécu ou rêvé tout ce qui lui est arrivé). On connaît à ce sujet l'anecdote célèbre citée par le fils de Bram Stoker selon laquelle son père attribuait la genèse de Dracula à un rêve effroyable occasionné par une indigestion de crabe.